# 3,4-метиленедіоксиоамфетамін
3,4-метилендіоксіамфетамін (MDA або тенамфетамін) — психоактивна речовина амфетамінового ряду, психоделік з групи фенілетіламінів. Відноситься до класу емпатогенів та ентактогенів. Вперше синтезували 1910 року.

## Використання в медицині
Вперше MDA використали в експериментах з тваринами 1939 року. Дослідження на людях проводили 1941 року з метою з'ясування можливості використання MDA для лікування хвороби Паркінсона. В період з 1949 по 1957 рік, понад 500 осіб приймали MDA для дослідження його дії як антидепресанту.
В експериментах армії США MDA досліджували як «сироватку правди» та бойову отруйну речовину, під кодовим ім'ям EA-1298. У цих експериментах була зафіксована смерть одного з випробовуваних після внутрішньовенної ін'єкції MDA в 500 мг
1958 року MDA був запатентований як лікарський засіб від кашлю, і почав продаватися під назвою «Амфедоксамін» (англ. amphedoxamine) 1961 року. Кілька вчених-дослідників використовували MDA в психотерапії.
За ефектом MDA дуже близький до MDMA, але ейфорія, яку викликає MDA менш інтенсивна. За відгуками користувачів цього препарату, почуття ейфорії також відрізняється за якістю. Також вказують, що MDA має більшу психоделічну активність ніж MDMA.

## Синтез
Одним із способів синтезу MDA є метод перетворення сафролу в ізомер ізосафрол.
Потім ізосафрол окислюють (використовуючи Wacker process або надкислоти) і отримують MDP2P, після чого за допомогою Reductive amination результат перетворюють в MDA. Цей метод в загальних рисах схожий з синтезом 3,4-метилендіоксиметамфетаміну та MDEA.
Інший поширений спосіб: почати з піперонала та конденсувати нітроетаном. Отриманий нітросафрол можна відновити до MDA підходящим відновником.